# Cargotec
Cargotec – fińskie przedsiębiorstwo produkcji maszyn, żurawi i podnośników, powstałe w 2005 roku w wyniku podziału spółki Kone.
Akcje spółki notowane są na Helsińskiej Giełdzie Papierów Wartościowych i wchodzą w skład indeksu 25 spółek o najwyższych obrotach OMX Helsinki 25.
Na terenie Polski posiada swoje fabryki w Obornikach, Ożarowie Mazowieckim i Stargardzie. Inwestycja Cargotec w Regionalnym Stargardzkim Parku Wysokich Technologii była największą bezpośrednią inwestycją zagraniczną w Polsce w 2009 roku, warta była 64,4 mln euro.